# Quiet Storm (catch)
Quiet Storm (né le 20 novembre 1983 à Calgary) est un catcheur (lutteur professionnel) canadien. Il travaille actuellement à la Pro Wrestling Noah.

## Carrière de catcheur

### Pro Wrestling Noah (2014-2020)

#### Junior Heavyweight division (2014)
Le 31 mai, il perd contre Daisuke Harada et ne remporte pas le GHC Junior Heavyweight Championship.

#### Heavyweight division (2014-...)
Lors de Great Voyage 2015 In Nagoya, lui et No Mercy (Akitoshi Saito et Genba Hirayanagi) battent Cho Kibou-Gun (Hajime Ohara, Kenoh et Mitsuhiro Kitamiya).
Le 30 juillet 2016, lui, Masa Kitamiya, Maybach Taniguchi et Muhammad Yone battent Suzuki-gun (Minoru Suzuki, Taichi, Taka Michinoku et Takashi Iizuka). 
Lors de Great Voyage 2017 in Yokohama Vol. 2, lui et Muhammad Yone battent Gō Shiozaki et Atsushi Kotoge et remportent les GHC Tag Team Championship. Lors de Great Voyage 2018 In Yokohama, ils perdent les titres contre The Aggression (Katsuhiko Nakajima et Masa Kitamiya).

## Palmarès
- Hardway Wrestling
  - 1 fois HW Light Heavyweight Championship

- Kaientai Dojo
  - 1 fois UWA World Middleweight Championship
  - 1 fois WEW Hardcore Tag Team Championship avec Boso Boy Raito

- New York Wrestling Connection
  - 1 fois NYWC Heavyweight Championship

- Osaka Pro Wrestling
  - 1 fois Osaka Pro Wrestling Championship

- Premier Wrestling Federation
  - 1 fois PWF Junior Heavyweight Championship

- Pro Wrestling NOAH
  - 2 fois GHC Tag Team Championship avec Muhammad Yone
  - NTV G+ Cup Junior Heavyweight Tag League Outstanding Performance Award (2014) avec Daisuke Harada

- Pro Wrestling Zero1
  - 1 fois NWA Intercontinental Tag Team Championship avec Yuji Hino